# ヴエルベ・ア・ミ
『ヴエルベ・ア・ミ』（スペイン語: Vuelve a Mí）は、アメリカ合衆国のテレノベラ。テレムンドで2023年10月9日から2024年2月16日まで放送された。 主演はウィリアム・レヴィとサマディ・ゼンデハス。

## キャスト
サンティアゴ・ゼペダ
演 - ウィリアム・レヴィ
ヌリア・ガルシア
演 - サマディ・ゼンデハス
アンドレス・ガルシア / フアニート・ゼペダ
演 - アンドレ・セバスティアン
リアナ・コラレス
演 - キンバリー・ドス・ラモス
アメリア・サン・ロマン
演 - ヒメナ・エレーラ
ブラウリオ・ゼペダ
演 - フェルディナンド・バレンシア
ファウスト・メレンデス
演 - ロドルフォ・サラス
ディエゴ・カランサ
演 - クリスチャン・デ・ラ・カンパ
マルタ・ゲバラ
演 - ラウラ・フローレス
コンスエロ・ガルシア
演 - ジェラルディン・ガルバン
ロザリア・ガルシア
演 - アマランタ・ルイス
ヘレミアス・モンテホ「チャロ」
演 - クリスチャン・ラモス
アイダ・ヒメネス
演 - アンナ・ソベロ
イシドロ・サンチェス「エル・ティグレ」
演 - アンソニー・アルバレス
ライムンド
演 - エドゥアルド・イバローラ
ウジェニア・ロペス
演 - アリアナ・サーベドラ
ハシント・ベルムデス
演 - ディエゴ・クライン
ホセ・マリア「チェマ」
演 - レオナルド・ダニエル
ロベルト・ゼペダ
演 - フェルナンド・チャンゲロッティ
アルベルト・ロブレス
演：ホルヘ・ルイス・ピラ
マリアーノ・サラス
演：ビクトル・カマラ
グレゴリオ・フェルナンデス「エル・サポ」
演：フアン・パブロ・リャノ